# La Femme de Villon
Pour plus de détails, voir Fiche technique et Distribution.
La Femme de Villon (ヴィヨンの妻 〜桜桃とタンポポ〜, Viyon no tsuma - ōtō to tanpopo) est un film dramatique japonais réalisé par Kichitarō Negishi et sorti en 2009. 
Le scénario du film est basé sur l'histoire courte semi-autographique du même nom d'Osamu Dazai écrite en 1947.

## Synopsis
Sachi est la femme du romancier Otani, qui, dans le Japon de l'après-guerre, passe ses journées à boire, à s'endetter et à chercher l'inspiration auprès d'autres femmes. Lors d'une visite de Miyo et Kichizo, les propriétaires de la taverne fréquentée par Otani, Sachi apprend que son mari a accumulé de fortes dettes et qu'il leur a volé de l'argent. Pour rembourser sa dette, Sachi devient serveuse au bar, où sa beauté attire de nouveaux clients. En travaillant au bar, elle rencontre un jeune ouvrier, Okada, qui tombe amoureux d'elle. Bien que de plus en plus épanouie par sa nouvelle indépendance, Sachi conserve sa fidélité à son mari.

## Fiche technique
- Titre : La Femme de Villon
- Titre original : ヴィヨンの妻 〜桜桃とタンポポ〜 (Viyon no tsuma - ōtō to tanpopo?)
- Titre anglais : Villon's Wife
- Réalisation : Kichitarō Negishi
- Scénario : Yōzō Tanaka d'après la nouvelle La Femme de Villon d'Osamu Dazai parue en 1947[1]
- Photographie : Takahide Shibanushi
- Montage : Akimasa Kawashima
- Décors : Yōhei Taneda (ja) et Kyōko Yauchi
- Musique : Takashi Yoshimatsu
- Pays de production :  Japon
- Langue originale : japonais
- Format : couleur
- Genre : drame et historique
- Durée : 114 minutes[2]
- Dates de sortie :
  - Canada : août 2009 (Festival des films du monde de Montréal)
  - Japon : 10 octobre 2009[2]

## Distribution
- Takako Matsu : Sachi
- Tadanobu Asano : Otani
- Shigeru Muroi : Miyo
- Masatō Ibu : Kichizo
- Ryōko Hirosue : Akiko
- Satoshi Tsumabuki : Okada
- Shin'ichi Tsutsumi : Tsuji
- Hirofumi Arai
- Masashi Arifuku
- Asako Kobayashi
- Hidekazu Mashima : client du bar
- Ken Mitsuishi
- Erika Okuda : prostituée
- Gregory Pekar : G.I. américain
- Takuji Suzuki
- Taijirō Tamura
- Shōhei Uno
- Mirai Yamamoto

## Récompenses et distinctions
- 2009 : Prix de la mise en scène au festival des films du monde de Montréal[3]
- 2010 : prix Mainichi du meilleur scénario pour Yōzō Tanaka et prix des meilleurs décors pour Yōhei Taneda (ja) et Kyōko Yauchi[4]